# Kim tự tháp Khentkaus II
Kim tự tháp Khentkaus II, được xây dựng tại nghĩa trang Abusir, là lăng mộ của hoàng hậu Khentkaus II, vợ vua Neferirkare Kakai và là mẹ của 2 vị vua kế vị sau này, Neferefre và Nyuserre Ini. Kim tự tháp này đã bị hư hỏng hoàn toàn, chủ yếu là do nạn trộm cắp đá và sự xói mòn.

## Lịch sử khảo cổ
Nhà Ai Cập học người Đức Ludwig Borchardt là người đầu tiên khám phá ra kim tự tháp của Khentkaus II. Ban đầu, Borchardt nghĩ rằng, đây chỉ là một ngôi mộ mastaba đôi thông thường và không thực sự nghiên cứu sâu về nó. Chỉ khi được khai quật một lần nữa vào khoảng năm 1975 - 1980 bởi nhóm khảo cổ đến từ Cộng hòa Séc, dẫn đầu là Miroslav Verner, nó mới được xác định là một phức hợp kim tự tháp nhưng với quy mô nhỏ.
Qua quá trình nghiên cứu, Verner đã tìm ra được tên chủ nhân của kim tự tháp, là một hoàng hậu tên là Khentkaus. Vì ngôi mộ kim tự tháp này được xây tại Abusir - nghĩa trang của tầng lớp hoàng gia và quý tộc thuộc Vương triều thứ 5, nên không ai khác có cái tên Khentkaus ngoài vợ của Neferirkare Kakai, Khentkaus II (một bà hoàng hậu khác ở Vương triều thứ 4 cũng tên là Khentkaus I, là vợ của Shepseskaf).

## Xây dựng

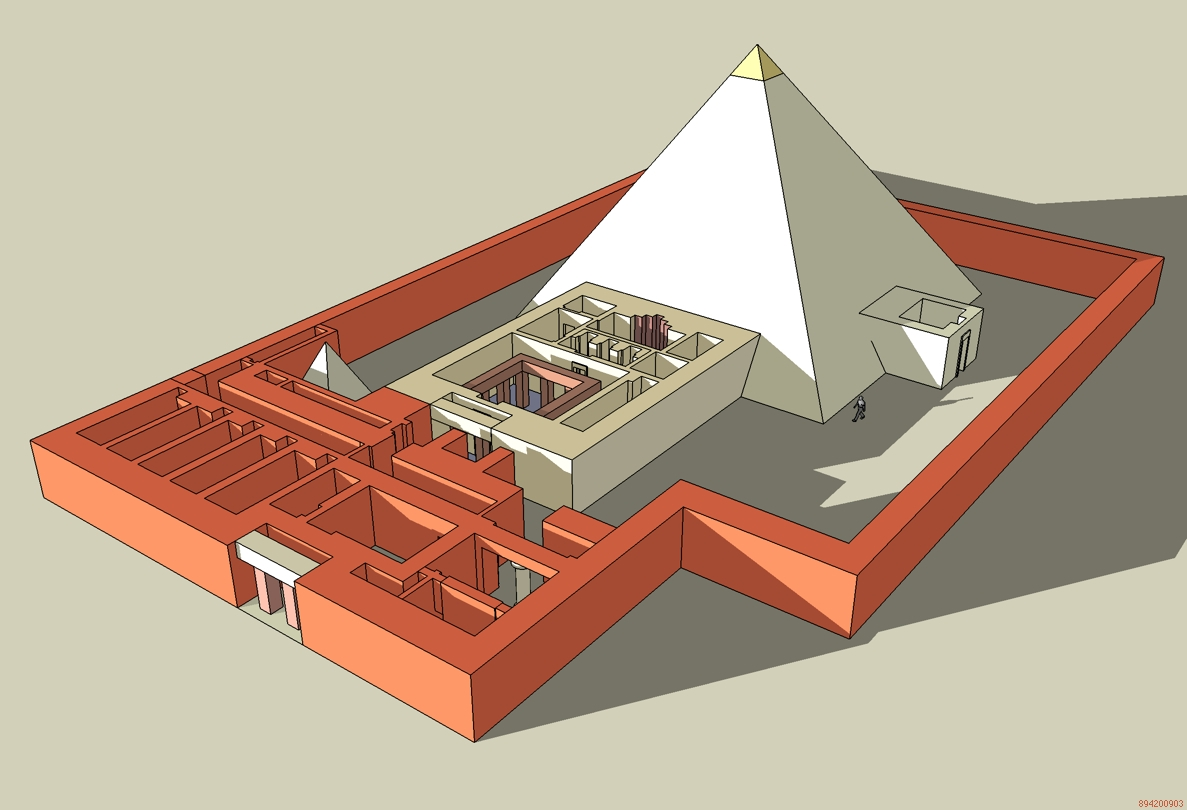
Mô hình khu phức hợp của hoàng hậu Khentkaus II

Phức hợp kim tự tháp của hoàng hậu Khentkaus II có lẽ được xây dựng trong thời gian trị vì của chồng bà, Neferirkare Kakai, nhưng công việc đã bị đình trệ vào năm thứ 10, năm mà Neferirkare băng hà.
Một dòng chữ trên tường đề cập đến hoàng hậu với danh hiệu "Vợ của Vua". Sau đó, công việc xây mộ được tiếp tục, nhưng lần này bà được gọi là "Mẹ của Vua", ở đây ám chỉ đến con trai của bà, pharaon Nyuserre Ini. Tuy nhiên, có thể đích thân hoàng hậu Khentkaus đã chủ trì việc xây dựng lăng mộ cho chính mình. Nếu việc này xảy ra, có lẽ bà là người nhiếp chính cho vị vua trẻ Nyuserre khi ông lên ngôi, sau khi người anh ruột của ông, pharaon Neferefre sớm qua đời.
Cũng trong thời gian này, thái hậu Khentkaus II được gọi là "Mẹ của hai vị vua Thượng và Hạ Ai Cập", một danh hiệu cũng được dành cho hoàng hậu Khentkaus I.

## Cấu trúc

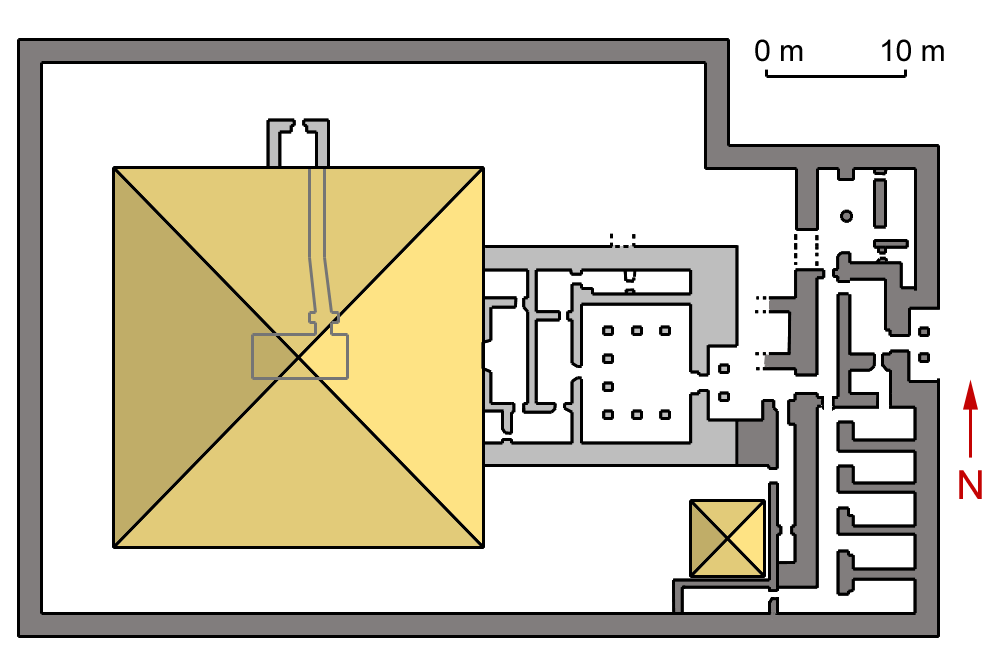
Sơ đồ khu phức hợp. Phần xám nhạt: được xây dựng đầu tiên dưới thời vua Neferirkare Kakai. Phần xám đậm: được xây sau này

Ban đầu, khu phức hợp được dự tính sẽ xây trong một bờ tường bao bằng những khối đá vôi. Sau này, khi phức hợp được mở rộng, những viên gạch này sau đó được tháo dỡ vào đem đi xây kim tự tháp vệ tinh trong khu phức hợp của bà; tường bao sau đó được xây bằng gạch bùn. Cho đến nay, con đường đắp cao và ngôi đền thung lũng vẫn chưa được tìm thấy.

### Đền tang lễ
Đền tang lễ nằm ở phía đông của kim tự tháp, được xây đến hai lần. Ngôi đền ban đầu được xây bằng đá vôi, sau một thời gian bị gián đoạn, ngôi đền tiếp tục được xây bằng gạch bùn. Những khu vực được xây bằng đá vôi trong đền đã bị phá hủy bởi những tên trộm đá. Nhiều mảnh sứ xanh Ai Cập từ những viên đá khảm và những thanh nhỏ được tìm thấy xung quanh đền có mang tên của hoàng hậu.
Ngôi đền đầu tiên bằng đá vôi có cổng vào ở phía đông, có 2 hàng cột chạy dọc hai bên, dẫn vào sân trong. Các cột bằng đá vôi được sơn đỏ, trên đó khắc tên của Khentkaus. Sân có tám cái cột đỡ bằng đá vôi, tại đây chứa 16 bức tượng thờ của hoàng hậu dựa vào những mảnh giấy từ cuộn giấy cói Abusir; ngoài ra sảnh thờ ở đây có dựng một bệ thờ, một cửa giả bằng đá granite hồng và nhiều phòng kho. Tất cả những cột và tường đều được trang trí bởi các phù điêu mô tả một nữ hoàng đội vương miện rắn Uraeus trên đầu, điều này cho thấy có thể Khentkaus đã có một triều đại riêng cho mình, khi con bà còn quá nhỏ để chấp chính. Những cảnh vẽ khác mô tả những bữa ăn, những đám cuộc diễu hành và hình ảnh gia đình hoàng gia của hoàng hậu. Có một cầu thang dẫn lên tầng mái, có thể là nơi thực hiện những nghi lễ liên quan đến thiên văn.
Ở phần mở rộng sau này của ngôi đền, được xây dưới thời con bà, cổng vào cũng nằm ở hướng đông và có hai hàng cột đá vôi được trang trí tương tự ở ngôi đền đầu tiên. Nhiều phòng kho và nơi ở của các tư tế được xây thêm. Gạch bùn được dùng để xây dựng các cấu trúc này. 

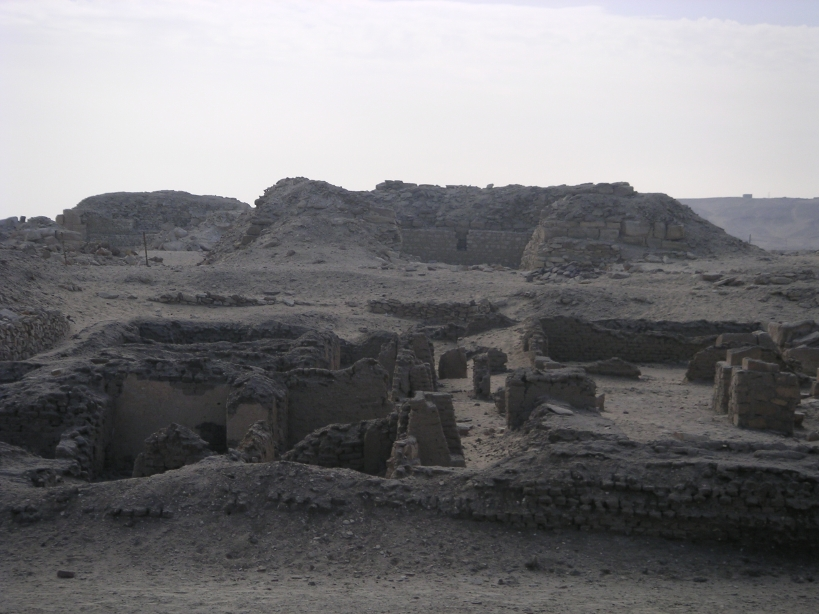
Tàn tích bên trong của ngôi đền tang lễ

### Kim tự tháp vệ tinh
Kim tự tháp vệ tinh có chiều dài các cạnh là 2,5 mét, cao 4,5 mét và dốc 60°. Kim tự tháp này được xây bằng đá vôi từ bức tường bao đầu tiên, ngày nay nó đã bị hư hỏng hoàn toàn. Không phát hiện một cấu trúc ngầm nào tại đây.
Khentkaus II có thể là hoàng hậu đầu tiên mà phức hợp lăng mộ của bà được xây một kim tự tháp vệ tinh. Vì vậy, nhiều người vẫn nhận định rằng, hoàng hậu Khentkaus đã có một khoảng thời gian cai trị độc lập, là nữ hoàng chứ không đơn thuần là một hoàng hậu.

### Kim tự tháp chính
Kim tự tháp có các cạnh dài 25 mét và dốc 52°. Kim tự tháp được ước tính ban đầu có chiều cao khoảng 17 mét, nhưng ngày nay nó chỉ còn là một đống gạch vụn cao 4 mét. 3 bậc lõi của kim tự tháp được xây bằng những khối đá vôi cỡ nhỏ, kết dính bằng vữa đất sét, sau đó được phủ một lớp vôi trắng; đỉnh được xây từ đá granite màu xám đen, mảnh vỡ của nó được tìm thấy trong đống tàn dư. Những vật liệu này được lấy từ những vật liệu còn dư sau khi xây xong kim tự tháp cho vua Neferirkare.
Lối vào của kim tự tháp nằm ở phía bắc, nơi có một nhà nguyện nhỏ đã biến mất hoàn toàn, chỉ còn lại rất ít dấu vết của nó. Hành lang lát đá vôi, chạy thẳng một đường xuống phòng chôn cất nhưng cũng hơi lệch về phía đông. Phòng chôn cất cũng được xây bằng đá vôi trắng, trần phẳng, bị chặn bởi một cửa đá đơn giản. Rất ít vật dụng được tìm thấy trong phòng, chủ yếu là những mảnh vỡ của cỗ quan tài bằng đá granite hồng, những mảnh vải quấn xác ướp cùng những cái hũ thạch cao đã bị vỡ có mang tên của Khentkaus. Điều này chứng tỏ rằng, hoàng hậu đã được an táng tại nơi đây, nhưng không tìm thấy được xác ướp của bà.